# Guatemala International 2016
Die Guatemala International 2016 im Badminton fanden vom 24. bis zum 28. Februar 2016 in Guatemala-Stadt statt.

## Sieger und Platzierte
| Disziplin    | Gold                                     | Silber                                                    | Bronze                                                          |
| ------------ | ---------------------------------------- | --------------------------------------------------------- | --------------------------------------------------------------- |
| Herreneinzel | Osleni Guerrero                          | Kevin Cordón                                              | Job Castillo                                                    |
| Herreneinzel | Osleni Guerrero                          | Kevin Cordón                                              | Luis Ramón Garrido                                              |
| Dameneinzel  | Lohaynny Vicente                         | Fabiana Silva                                             | Jeanine Cicognini                                               |
| Dameneinzel  | Lohaynny Vicente                         | Fabiana Silva                                             | Alejandra José Paiz Quân                                        |
| Herrendoppel | Alwin Francis Tarun Kona                 | Job Castillo Lino Muñoz                                   | Umana Ruiz Mario Brandon Samayoa                                |
| Herrendoppel | Alwin Francis Tarun Kona                 | Job Castillo Lino Muñoz                                   | Víctor García Rene Madrid                                       |
| Damendoppel  | Mariana Isabel Paiz Quan Nikte Sotomayor | Sara Michele Barrios Chiong Kareen Lorena Morales Astorga | Mariana Del Carmen Dieguez Escobar Andrea Maria Morales Guirola |
| Damendoppel  | Mariana Isabel Paiz Quan Nikte Sotomayor | Sara Michele Barrios Chiong Kareen Lorena Morales Astorga | Ana Lucia Albanes Cordon Diana Judith Monterroso Ortiz          |
| Mixed        | Jonathan Solís Nikte Sotomayor           | Bjorn Seguin Mariana Ugalde                               | Rubén Castellanos Diana Corleto Soto                            |
| Mixed        | Jonathan Solís Nikte Sotomayor           | Bjorn Seguin Mariana Ugalde                               | Umana Ruiz Mario Alejandra José Paiz Quân                       |